# Загряжский, Иван Александрович
Иван Александрович Загряжский (1749—1807) — русский военачальник из рода Загряжских, генерал-поручик, кавалер ордена Св. Георгия 3-й степени.
Владелец усадьбы Загрядчина (Кариан). Дед Натальи Гончаровой, жены А. С. Пушкина.

## Биография

#### Военная служба
Младший сын генерал-поручика Александра Артемьевича Загряжского. Старший брат Борис также военный, дослужился до генеральского чина, другой брат Николай жил при императорском дворе.
Поступил на военную службу в 1760 году, служил по армейской кавалерии, с 1 января 1771 года — премьер-майор Вятского карабинерного полка, с 1775 года — полковник. С 1779 по 1786 год Иван Загряжский служил командиром Каргопольского карабинерного полка. 21 апреля 1784 года был произведён в чин бригадира, а 22 сентября 1786 года — в чин генерал-майора.

Отличился во время войны с турками. Награждён орденом Св. Георгия 3-й степени:
во уважение за усердную службу, мужественные поступки и отличную храбрость, оказанные во время взятия штурмом корпусом под начальством генерала Гудовича города Анапы с истреблением находящегося там неприятеля.
За способствование заключению победного мира с Турцией имел также ордена Св. Анны (21.04.1789) и Св. Владимира 2-й степени (02.09.1792).
По окончании боевых действий 2 сентября 1793 года был произведён в чин генерал-поручика, а 24 ноября 1796 года переименован в чин генерал-лейтенанта с назначением 3 декабря того же года шефом Смоленского драгунского полка. Оставался на этой должности до 16 июля 1797 года.
28 июня 1794 года награждён орденом Святого Александра Невского.

#### Личная жизнь
Загряжский был женат на Александре Степановне Алексеевой (ум. в 1800), которая в 1770-е годы родила ему детей:
- Александр (1772—1813) — действительный камергер, крёстный отец Натальи Николаевны Гончаровой (Пушкиной);
- Софья (1778—1851) — жена графа Франсуа Ксавье де Местра (1763—1852);
- Елизавета (31.01.1779[7]— ?)
- Екатерина (1779—1842) — фрейлина, крёстная мать детей А. С. Пушкина. Ратсхоф — усадьба Липхартов

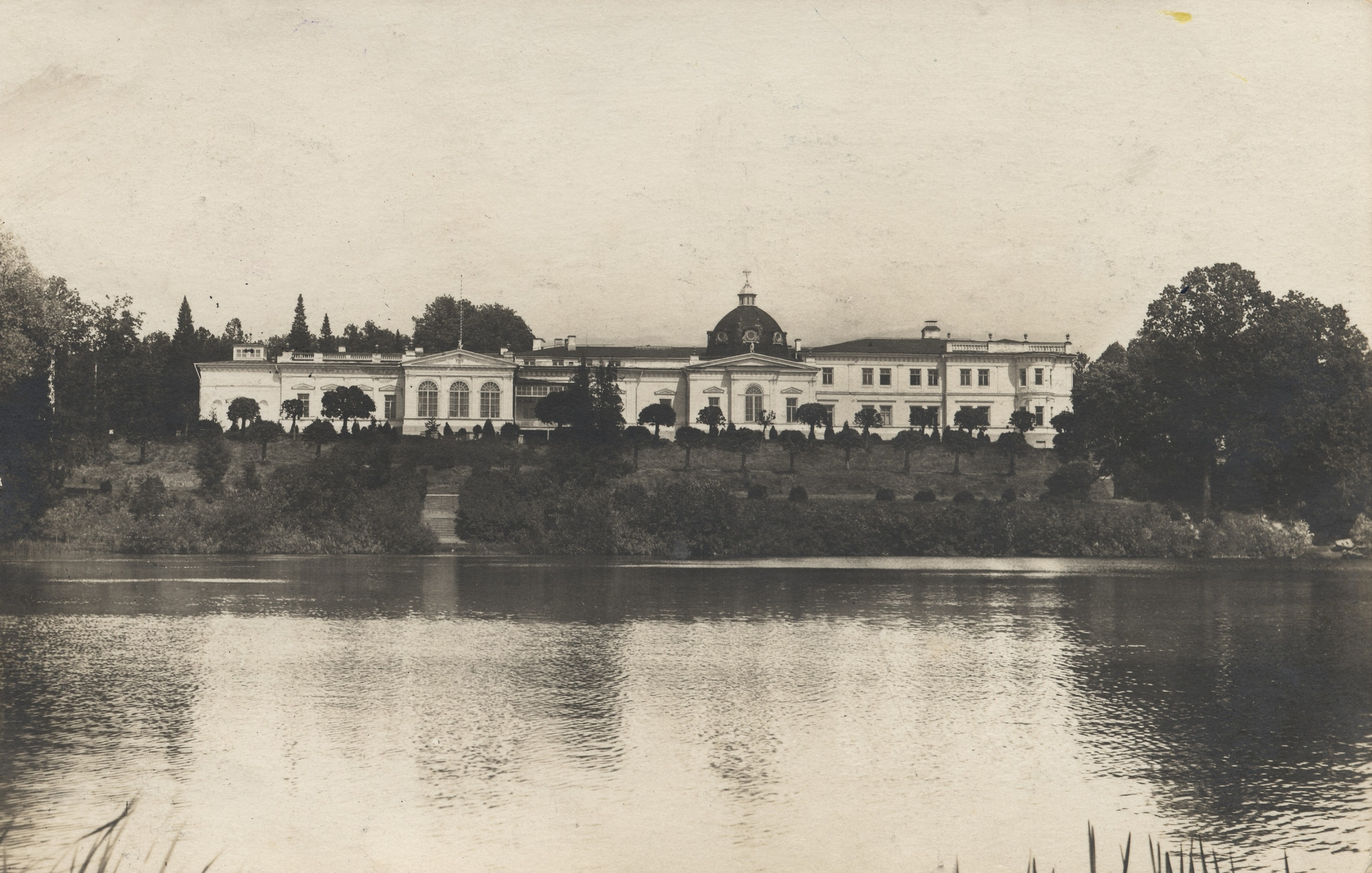
Ратсхоф — усадьба Липхартов

Позднее влюбился в Ефросинью Ульрику фон Липгарт, которая родилась в 1761 году в остзейском имении Ратсхоф и в 1778 году была выдана замуж за барона Морица фон Поссе (нем. Moritz von Posse af Säby). Брак оказался непрочным и недолгим, так как молодая баронесса увлеклась заезжим в Дерпт на январскую ярмарку 1782 года полковником Каргопольского карабинерного полка Иваном Загряжским. Она покинула мужа и, оставив маленькую дочь двух с половиной лет (Иоганну Вильгельмину), бежала с полковником в Россию.
Известно, что недолгое время беглецы жили в Пскове, затем в Петербурге. Развод супругов Поссе был оформлен 24 августа 1782 года после процесса, длившегося шесть месяцев. Когда Каргопольский полк был переведён в Тамбов, Загряжский, возможно, поселил Ульрику в Кариане. По семейным преданиям, они тайно обвенчались. В 1784 году полк должен был отправиться на юг, и Иван Александрович привёз Ульрику, ожидавшую в то время ребёнка, в своё родовое имение Ярополец, где жила его законная жена. В Яропольце бывшая баронесса Поссе родила дочь Наталью (1785—1848).
Баронесса фон Липхарт умерла через 6 лет, её дочь Наташу Александра Степановна воспитала как родную, в официальных документах она фигурировала как «воспитанница» Ивана Александровича.
После смерти дяди, Николая Артемьевича Загряжского (1729—1788), вместе с братом унаследовал имение Кариан в Тамбовской губернии. Претендовал на пост правителя Тамбовского наместничества. Известен тем, что конфликтовал с Г. Р. Державиным, занимавшим этот пост, и вызывал его на дуэль.
К концу жизни разорился. Умер в возрасте 58 лет.